# Axel Laurent-Christensen
Axel „Lora“ Laurent-Christensen (* 27. April 1895 in Jørlunde; † 20. März 1968 in Aarhus) war ein dänischer Arzt, der vor allem in Grönland tätig war.

## Leben
Axel Laurent-Christensen wurde in einem kleinen Dorf südlich von Slangerup als Sohn und zweites von sechs Kindern des Dorflehrers Martin Julius Christensen und seiner Frau Adolfine Rosaline Laurent geboren. Er war ein Musterschüler und besuchte ab dem Alter von 11 Jahren eine private Realschule in Frederikssund. 1912 begann er ein Medizinstudium, das er zwischenzeitlich pausieren ließ, weil er 1919 als Korps- und Hilfsarzt im Estnischen Freiheitskrieg tätig war. Er arbeitete zudem während seiner Studienzeit in verschiedenen Krankenhäusern in Dänemark, um die Ausbildung seiner Geschwister finanzieren zu können. 1922 beendete er sein Studium.
Er arbeitete anschließend als Aushilfsarzt, bevor er im Juni 1923 als Distriktsarzt nach Aasiaat berufen wurde. 1927 kehrte er vorerst nach Dänemark zurück, wo er in Krankenhäusern in Aarhus und Hornsyld arbeitete und chirurgisch durch Holger Thorborg weitergebildet wurde. 1930 zog er wieder nach Grönland und wurde Distriktsarzt in Qaqortoq. Diese Stelle füllte er die folgenden 20 Jahre aus. Er saß in dieser Zeit auch für die Legislaturperiode von 1933 bis 1938 in Sydgrønlands Landsråd, wobei er 1936 und 1938 von Pavia Høegh vertreten wurde. 1947 wurde er zum Ritter des Dannebrogordens ernannt. Zudem war er Mitglied der Grønlandskommission. Er führte komplizierte Operationen unter den primitiven Bedingungen durch, die die grönländischen Krankenhäusern zu bieten hatten, und reiste dafür auch nach Ostgrönland. Er lernte Grönländisch und ermutigte er die unter Armut leidenden Grönländer zur Ausübung von Kunsthandwerk, das er anschließend weiterverkaufte. Nach dem Krieg war er kurzzeitig in Polen, wo er beim Wiederaufbau half.
Wegen mangelnder Karrieremöglichkeiten zog er 1950 nach Aklavik im Norden Kanadas, wo er weitere fünf Jahre tätig war. Als nördlichster Arzt des Kontinents umfasste sein Arbeitsgebiet die gesamte kanadische Nordküste. Anschließend wollte er sich in Alaska anstellen lassen, aber die Gesetzgebung verlangte, dass er bereits zuvor in den Vereinigten Staaten gearbeitet haben musste. Er bemühte sich folglich um eine Stelle als Arzt im Hauptteil der USA, musste aber wegen bürokratischer Schwierigkeiten ein Jahr warten. Diese Zeit verbrachte er mit archäologischen und ethnografischen Studienreisen nach Mexiko, Guatemala, El Salvador und Honduras. In Mexiko besuchte er auch Frans Blom in Na Bolom. Nach seiner Rückkehr arbeitete er in Tuberkulosekrankenhäusern in Maryland. Sein Wunsch nach Alaska zu kommen, erfüllte sich jedoch nicht mehr. 1963 erlitt er 68-jährig einen Herzinfarkt und musste in Rente gehen. Er reiste nach Haiti und begann dort wieder zu arbeiten, diesmal in einem Missionskrankenhaus.
Nach einem Jahr zog er zu einer Nichte nach Kairo und dann nach Houston. Anschließend kehrte er in sein Heimatland zurück und lebte ab Ende 1967 in Kopenhagen. Als er kurz darauf während einer Reise nach Marokko erneut einen Herzinfarkt erlitt, kam er zur Behandlung zu seiner Schwägerin nach Aarhus, wo er im März 1968 an einem dritten Infarkt starb. Er wurde auf eigenen Wunsch in Grönlands Hauptstadt Nuuk bestattet.